# Diane Baker
Diane Carol Baker (Los Angeles, 25 febbraio 1938) è un'attrice statunitense.

## Biografia
Nata e cresciuta a Hollywood, in California, la Baker è figlia di Dorothy Helen Harrington, apparsa in alcuni dei primi film dei Fratelli Marx, e di Clyde Lucius Baker, venditore di automobili. Dopo essersi diplomata, nel 1956 si trasferì a New York per seguire alcuni corsi di recitazione e di danza.
Dopo aver esordito al cinema con il film Donne in cerca d'amore (1959) di Jean Negulesco, di cui era protagonista Joan Crawford, ottenne un contratto pluriennale con la Twentieth Century Fox quando venne scelta dal regista George Stevens per il ruolo di Margot Frank nel film Il diario di Anna Frank (1959), accanto a Millie Perkins, Shelley Winters e Richard Beymer. In seguito partecipò ad altre pellicole di successo, sia pure non sempre in ruoli da protagonista, come Viaggio al centro della terra (1959) di Henry Levin, Le avventure di un giovane (1962) di Martin Ritt, 9 ore per Rama e Intrigo a Stoccolma, entrambi diretti nel 1963 da Mark Robson, Marnie (1964) di Alfred Hitchcock, Mirage (1965) di Edward Dmytryk e Krakatoa, est di Giava (1968) di Bernard L. Kowalski. Nel 1964 affiancò ancora Joan Crawford nel thriller 5 corpi senza testa di William Castle. Nel 1968 prese parte anche alla commedia prodotta dalla Disney Il cavallo in doppiopetto di Norman Tokar, accanto a Dean Jones.
A partire dalla fine degli anni sessanta è apparsa spesso in televisione, partecipando a molte serie di successo, come Gli invasori e Colombo, e in seguito ha iniziato anche a produrre film, come il drammatico Never Never Land (1980). Dopo molti anni di assenza, nel 1991 è tornata a recitare sul grande schermo con il ruolo della senatrice Ruth Martin nel celebre thriller Il silenzio degli innocenti di Jonathan Demme, con protagonisti Anthony Hopkins e Jodie Foster. Nel 1995 interpreta la sig.ra Bennett, madre della protagonista Angela Bennett interpretata da Sandra Bullock, nel thriller The Net - Intrappolata nella rete; l'anno successivo ha interpretato la madre di Matthew Broderick in Il rompiscatole di Ben Stiller, seguito da un'apparizione in Delitto alla Casa Bianca (1997) di Dwight H. Little. Ha anche interpretato Blythe House, la madre del misantropo dottore, in tre episodi della celebre serie televisiva Dr. House - Medical Division (2005, 2008 e 2012).
Dall'agosto 2004 la Baker è stata la direttrice di recitazione presso la Scuola di Motion Pictures and Television a Academy of Art University di San Francisco.

## Filmografia

### Cinema
- Donne in cerca d'amore (The Best of Everything), regia di Jean Negulesco (1959)
- Il diario di Anna Frank (The Diary of Anne Frank), regia di George Stevens (1959)
- Viaggio al centro della terra (Journey to the Center of the Earth), regia di Henry Levin (1959)
- Alì mago d'oriente (The Wizard of Baghdad), regia di George Sherman (1960)
- Le avventure di un giovane (Hemingway's Adventures of a Young Man), regia di Martin Ritt (1962)
- L'eroe di Sparta (The 300 Spartans), regia di Rudolph Maté (1962)
- 9 ore per Rama (Nine Hours to Rama), regia di Mark Robson (1963)
- Ore rubate (Stolen Hours), regia di Daniel Petrie (1963)
- Intrigo a Stoccolma (The Prize), regia di Mark Robson (1963)
- 5 corpi senza testa (Strait-Jacket), regia di William Castle (1964)
- Marnie, regia di Alfred Hitchcock (1964)
- Mirage, regia di Edward Dmytryk (1965)
- Il cavallo in doppiopetto (The Horse in the Gray Flannel Suit), regia di Norman Tokar (1968)
- Krakatoa, est di Giava (Krakatoa: East of Java), regia di Bernard L. Kowalski (1968)
- Il silenzio degli innocenti (The Silence of the Lambs), regia di Jonathan Demme (1991)
- Un pezzo da 20 (Twenty Bucks), regia di Keva Rosenfeld (1993)
- Il circolo della fortuna e della felicità (The Joy Luck Club), regia di Wayne Wang (1993)
- Crimini immaginari (Imaginary Crimes), regia di Anthony Drazan (1994)
- The Net - Intrappolata nella rete (The Net), regia di Irwin Winkler (1995)
- Il coraggio della verità (Courage Under Fire), regia di Edward Zwick (1996)
- Il rompiscatole (The Cable Guy), regia di Ben Stiller (1996)
- Delitto alla Casa Bianca (Murder at 1600), regia di Dwight H. Little (1997)

### Televisione
- Avventure in paradiso (Adventures in Paradise) – serie TV, episodi 1x26-3x03 (1960-1961)
- Bus Stop – serie TV, episodio 1x03 (1961)
- Follow the Sun – serie TV, episodio 1x04 (1961)
- The Nurses – serie TV, episodio 1x31 (1963)
- Mr. Novak – serie TV, episodio 1x09 (1963)
- Convoy – serie TV, episodio 1x10 (1965)
- La grande vallata (The Big Valley) – serie TV, episodio 1x17 (1966)
- Hawk l'indiano (Hawk) – serie TV, episodio 1x02 (1966)
- Gli invasori (The Invaders) – serie TV, un episodio (1967)
- I giorni della paura (The Dangerous Days of Kiowa Jones), regia di Alex March – film TV (1966)
- Bonanza – serie TV, episodi 8x23-13x06 (1967-1971)
- Missione impossibile (Mission: Impossible) – serie TV, episodi 4x14-4x15-4x16 (1970)
- L'uomo che gridava al lupo (The Old Man Who Cried Wolf), regia di Walter Grauman – film TV (1970)
- Mistero in galleria (Night Gallery) – serie TV, episodio 1x06 (1971)
- Il virginiano (The Virginian) – serie TV, episodi 5x12-8x07-9x14 (1966-1971)
- Le strade di San Francisco (The Streets of San Francisco) – serie TV, episodio 4x12 (1975)
- Marcus Welby (Marcus Welby, M.D.) – serie TV, episodi 6x04-7x12-7x13 (1974-1975)
- Pepper Anderson - Agente speciale (Police Woman) – serie TV, episodio 2x17 (1976)
- Colombo (Columbo) – serie TV, episodio 5x07 (1976)
- Kojak – serie TV, episodio 5x09 (1977)
- Sulle strade della California (Police Story) – serie TV, 3x09-5x02 (1975-1977)
- Fantasilandia (Fantasy Island) – serie TV, 4 episodi (1978-1983)
- Il grigio e il blu (The Blue and the Gray), regia di Andrew V. McLaglen – serie TV, 3 episodi (1982)
- Perry Mason: Fiori d'arancio (Perry Mason: The Case of the Heartbroken Bride), regia di Christian I. Nyby II – film TV (1992)
- La signora in giallo (Murder, She Wrote) – serie TV, episodi 3x17-7x08-9x09 (1987-1992)
- Chicago Hope – serie TV, episodio 2x02 (1995)
- La tata (The Nanny) – serie TV, episodio 6x04 (1998)
- E.R. - Medici in prima linea (ER) – serie TV, episodio 6x11 (2000)
- Dr. House - Medical Division (House, M.D.) – serie TV, episodi 2x05-5x04-8x14 (2005-2012)

## Riconoscimenti
- 1960: candidatura al Golden Globe come Most Promising Newcomer – Female
- 1964: candidatura al Golden Globe per l'interpretazione in Intrigo a Stoccolma
- 1966: candidatura all'Emmy per l'interpretazione in Inherit the Wind
- 1985: candidatura all'Emmy per l'interpretazione in A Woman of Substance
- 1975: candidatura al Daytime Emmy per l'interpretazione in The ABC Afternoon Playbreak

## Doppiatrici italiane
Nelle versioni in italiano delle opere in cui ha recitato, Diane Baker è stata doppiata da:
- Vittoria Febbi in Donne in cerca d'amore, Viaggio al centro della Terra, Le avventure di un giovane, Intrigo a Stoccolma
- Rita Savagnone in Il diario di Anna Frank, Il cavallo in doppiopetto, Mirage
- Maria Pia Di Meo in L'eroe di Sparta, 9 ore per Rama, Krakatoa, est di Giava
- Fiorella Betti in Ore rubate, 5 corpi senza testa
- Alba Cardilli in La signora in giallo (ep. 3x17), A proposito di Sarah
- Lorenza Biella in La signora in giallo (ep. 7x08), Dr. House - Medical Division
- Flaminia Jandolo in Marnie
- Sonia Scotti in Love boat
- Ada Maria Serra Zanetti in Il silenzio degli innocenti
- Angiola Baggi in La signora in giallo (ep. 9x09)
- Serena Verdirosi in The Net - Intrappolata nella rete
- Isabella Pasanisi in Il rompiscatole
- Renata Biserni in La tata
- Aurora Cancian in Law & Order - Unità vittime speciali
- Manuela Massarenti in L'altra madre